# Bannur, Arkalgud
Bannur là một làng thuộc tehsil Arkalgud, huyện Hassan, bang Karnataka, Ấn Độ.